# Bryggareämbetet (Stockholm)
Bryggareämbetet var i Stockholm ett skrå som samlade de borgare som ansvarade för bryggning av öl samt destillering av brännvin.

## Historia
Bryggareämbetet i Stockholm inrättades under 1600-talet och var störst under 1700-talet. Skrået underminerades under 1700-talet hårt av privat bryggande och 1828 kungjorde Kommerskollegium att bryggeri-, bageri och slakterinäringen inte längre skulle omfattas av skråordningens äldre regler och privilegier. Dock fortsatte Bryggareämbetet att samla bryggarna i staden, men man upplöste organisationen den 1 juli 1847 då delägarna bestämde att ombilda ämbetet till att bli enbart en pensionskassa, Bryggareämbetets pensionskassa.

## Åldermän
- Olof Ström
- Birger Fougel
- Sven Roos
- Gustaf Lychou
- Henric Daniel Helsingius